# Абботтабад
Абботтабад (урду ایبٹ آباد) — місто в Пакистанській провінції Хайбер-Пахтунхва, центр однойменного округу.

## Географія
Місто розташоване в долині Ораш, за 50 км на північний схід від Ісламабада і 150 км на схід від Пешавара на висоті 1260 м над рівнем моря. Місто є головним центром туризму по провінціях Хайбер-Пахтунхва, Гілгіт-Балтистан і Азад Кашмір. Дамба Тарбела знаходиться на захід від Абботтабаду.

### Клімат
Місто знаходиться у зоні, котра характеризується вологим субтропічним кліматом. Найтепліший місяць — червень із середньою температурою 25.6 °C (78 °F). Найхолодніший місяць — січень, із середньою температурою 6.7 °С (44 °F).
| Клімат Абботтабада      | Клімат Абботтабада | Клімат Абботтабада | Клімат Абботтабада | Клімат Абботтабада | Клімат Абботтабада | Клімат Абботтабада | Клімат Абботтабада | Клімат Абботтабада | Клімат Абботтабада | Клімат Абботтабада | Клімат Абботтабада | Клімат Абботтабада | Клімат Абботтабада |
| Показник                | Січ.               | Лют.               | Бер.               | Квіт.              | Трав.              | Черв.              | Лип.               | Серп.              | Вер.               | Жовт.              | Лист.              | Груд.              | Рік                |
| Середній максимум, °C   | 12                 | 14                 | 18                 | 23                 | 28                 | 33                 | 30                 | 28                 | 28                 | 25                 | 20                 | 15                 | 22                 |
| Середня температура, °C | 7                  | 9                  | 13                 | 17                 | 22                 | 26                 | 25                 | 24                 | 22                 | 19                 | 14                 | 9                  | 17                 |
| Середній мінімум, °C    | 2                  | 4                  | 8                  | 12                 | 16                 | 20                 | 20                 | 19                 | 17                 | 13                 | 8                  | 4                  | 11                 |
| Норма опадів, мм        | 73                 | 103                | 123                | 104                | 73                 | 77                 | 247                | 244                | 96                 | 51                 | 31                 | 47                 | 1270               |
| ----------------------- | ------------------ | ------------------ | ------------------ | ------------------ | ------------------ | ------------------ | ------------------ | ------------------ | ------------------ | ------------------ | ------------------ | ------------------ | ------------------ |
| Джерело: Weatherbase    |                    |                    |                    |                    |                    |                    |                    |                    |                    |                    |                    |                    |                    |